# Бережани (гміна)
Гміна Бережани — сільська гміна у Бережанському повіті Тернопільського воєводства Другої Речі Посполитої. Адміністративним центром ґміни було місто Бережани, яке саме утворювало власну міську гміну.
Гміна утворена 1 серпня 1934 року в рамках реформи на підставі нового закону про самоуправління (23 березня 1933 року).
Площа гміни — 147,39 км²
Кількість житлових будинків — 2162
Кількість мешканців — 11577
Нову гміну було створено на основі гмін: Баранівка, Гиновичі, Комарівка, Куропатники, Лісники, Лапшин, Рай, Шибалин, Жуків